# 小林竜也
小林竜也（こばやし たつや、1月20日生まれ）は、日本の歌手。本名は、林達智(はやし たつのり)。
1986年から俳優として活動開始。2001年から2012年までキングレコード所属。2014年からは徳間ジャパン株式会社所属、事務所は株式会社イッぱち堂、業務提携でstylish。京都府京都市出身。特技は空手二段。趣味はゴルフ。尊敬する歌手は、北島三郎。

## 来歴
小さい頃から人前に出て表現すること、何より歌うことが大好きで、高校生時にはギター1本で作詞作曲をし友達などに披露していた。
演歌に全く興味がなかったが、作曲家松島道男に見い出され、1982年2月に内弟子となる。
しかしデビュー目前で、一身上の都合により歌手を断念することに。
また、歌手デビューの前に1986年にはテレビ朝日系ドラマ「京都かるがも病院」において、林達伸の芸名で俳優デビュー。
その後、2001年に「私を殺して」でキングレコードより歌手デビュー。
2004年5月には、「私をころして」でキングレコード ヒット奨励賞受賞。年々精力的に新曲をリリースしていき、2011年4月には京都の東寺における野外コンサートで約650人の観客を収容した。
2012年4月には「愛のささやき」でキングレコードより新曲発売し、同年8月に園田競馬場の夏祭りで、小林竜也のオンステージで約3000人の観客を収容した。
2014年4月27日には、徳間ジャパン所属初めてのディナーショーを開催し、新曲発表と共にホテルグランヴィア京都にて300人の観客を湧かせることに成功した。

## ディスコグラフィー
- 2001年9月 - 「私を殺して」キングレコードより歌手デビュー(全国発売)
- 2002年6月 - 「私をころして」キングレコードより再リリース(全国発売)
- 2004年5月 - 「私をころして」キングレコード「ヒット奨励賞」受賞
- 2012年4月 - 「愛のささやき」発売　キングレコード
- 2013年4月 - 「女・ネオン街」発表
- 2014年3月 - 「あなたなしでは」発売　徳間ジャパン[1]
- 2016年2月 - 「今夜が最後の夜だから」「真夜中のふたり/松原のぶえ デュエット」新曲発売 徳間ジャパン

## 出演

### 現在出演中
テレ玉/とちぎテレビ/群馬テレビ「公水と竜也のカラなび歌謡曲」 新パーソナリティ 2016年4月〜現在放映中 
(テレ玉：毎週日曜日 5:00～5:15、とちぎテレビ：毎週月～水 13:05～13:20、群馬テレビ：毎週月～水 10:00～10:15)

### ラジオ過去出演
- 「小林竜也の演歌に夢中」2003年4月～2005年3月(木)16：00～17：00　ラジオ生放送
- 「Ｗ竜也の演歌でショー」2006年7月～2007年3月(木)15：00～16：00　ラジオ生放送
- FM845  「演歌ジョッキー」レギュラー出演（月1回）毎月1回 火曜日　PM3:00～5:00　生放送

### テレビ過去出演
- サンテレビ「演歌味めぐり」　11月第2･4水曜日　深夜24:40～25:10　12月第2水曜日　深夜24:40～25:10
- 「演歌でええじゃん」ローカルテレビ全国ネット出演 2013年7月31日～8月7日　ゲスト中条きよし・小林竜也他
- KBS京都 「演歌TV」レギュラー出演（月2回）毎月第2･4火曜日　AM9:00～9:30